# اقدس صحت‌بخش
اقدس صحت‌بخش (زاده ۱۳۰۵ در مشهد - درگذشته ۱۳۸۵) هنرپیشه سینما و تلویزیون اهل ایران بود.

## فیلم‌شناسی

### سینمایی
1. به خاطر همه چیز
2. آب
3. تهران ۱۱–۵۹۵ ج ۴۸
4. دختران خورشید (۱۳۷۸)
5. روزی که هوا ایستاد (۱۳۷۶)
6. سفر شبانه (۱۳۷۶)
7. فرار بزرگ (۱۳۷۶)
8. فصل پنجم (۱۳۷۵)
9. بلندی‌های صفر (۱۳۷۲)
10. مریم و میتیل (۱۳۷۱)
11. ردپای گرگ (۱۳۷۰)
12. شقایق (۱۳۷۰)
13. موتو (۱۳۷۰)
14. به خاطر همه چیز (۱۳۶۹)
15. گروهبان (۱۳۶۹)
16. پاتال و آرزوهای کوچک (۱۳۶۸)
17. دخترم سحر (۱۳۶۸)
18. سرب (۱۳۶۷)
19. تیغ و ابریشم (۱۳۶۴)

### تلویزیونی
- محاکمه (مجموعه تلویزیونی)
- چشم دل (۱۳۷۵ رامین گودرزی نژاد) شبکه اول سیما
- ماجراهای خانواده تمدن